# قطعنامه ۶۱۵ شورای امنیت
قطعنامه ۶۱۵ شورای امنیت سازمان ملل متحد که در تاریخ ۱۷ ژوئن ۱۹۸۸ تصویب شد، سندی بین‌المللی دربارهٔ آفریقای جنوبی است. این قطعنامه طی نشست ۲۸۱۷ام با ۱۵ رای موافق، ۰ مخالف و ۰ ممتنع تصویب شد.